# 新橋二丁目七番地
「新橋二丁目七番地」（しんばしにちょうめななばんち）は、2012年3月7日に発売されたあさみちゆきの13枚目のシングル。あさみのデビュー10周年記念曲であり、実在の靴磨き職人である中村幸子をモデルとした楽曲である。フジテレビのバラエティ番組『志村劇場』のエンディングテーマ。

## 解説
中村幸子は19歳で静岡県から上京し、体の弱かった夫を支え、行商など様々な仕事をこなしつつ、5人の子供を育て、がんと闘いながらも、東京都の新橋駅前で40年以上にわたって靴磨きを続け、人々に元気を与え続けたとし、テレビ、新聞、雑誌などのメディアにも取り上げられた。本曲は、その中村の生涯を綴った楽曲である。
企画・原案は、中日新聞社（東京新聞）の編集委員である佐藤史朗による。タイトルは駅前SL広場の地番である。佐藤が中村の生涯の書籍化を発案し、そのことを「新橋二丁目七番地」と題して、テイチクエンタテインメントの人物に話したところ、テイチク側がその題名に惚れ込み、楽曲化が決定した。中村の生涯に光を当てるのみならず、サラリーマンを応援する歌でもある。
アルバム「あさみのうたVII」に収録されて2011年11月23日に発売された後、テイチクエンタテインメントに多くの反響が寄せられ、シングルカットされて発売された。
2012年4月24日には、新橋駅前SL広場で、あさみによる新曲発売記念ミニライブが開催された。あさみは仕事中の中村に、一足早い母の日のプレゼントとして、座布団とカーネーションを贈り、特設ステージで本曲を熱唱した。

## 反響
口ずさみやすさとサラリーマンへの応援歌を思わせる響きが好評を得たことで、2012年3月7付のUSENリクエストチャート（2月24日〜3月1日調べ、歌謡曲演歌）で1位を獲得した。「半年から1年で3万枚売れればヒット」といわれる演歌・歌謡界で、約2か月ほどで約2万枚の売上を記録した。
月に1度のペースで中村のもとに靴磨きに通い、立ち寄ったCD店でこの曲を耳にして購入し、繰り返し聴くうちにファンになったという男性や、あさみの路上ライブなどでこの曲を知り、中村のもとに靴磨きに行った男性もいた。テイチクエンタテインメントによると、本曲に関する同社への問合せは、大半が50代から70代男性で、団塊世代が目立つとのことであった。
同2012年の第45回日本有線大賞では、有線放送協会賞を受賞。USENによる「2012 USEN 年間ランキング」では、演歌年間リクエストランキング（集計期間は同年1月6日から11月29日まで）で2位を記録した。田久保真はこの曲で、第45回日本作詩大賞の優秀作品賞を受賞した。その後もサラリーマンの応援歌として、ロングセラーを続けた。翌2013年（平成25年）にはジャケットを新装したDVD付きシングル版として、異例の再発売が行われた。

## 収録曲
1. 新橋二丁目七番地 (4分00秒)
企画原案：佐藤史朗[2]／作詞：田久保真見／作曲：杉本眞人／編曲：宮崎慎二
2. あね いもうと (4分59秒)
作詞：田久保真見／作曲：網倉一也／編曲：宮崎慎二
3. 新橋二丁目七番地（オリジナル・カラオケ） (4分00秒)
4. あね いもうと（オリジナル・カラオケ） (4分57秒)